# Idolators
Pour plus de détails, voir Fiche technique et Distribution.
Idolators est un film américain réalisé par Walter Edwards, sorti en 1917.

## Synopsis
Comme l'auteur Curtis de Forest Ralston est tombé amoureux de l'actrice Viola Strathmore, qui doit jouer dans sa pièce "Vanity", cette dernière le pousse à faire des changements en sa faveur. Curtis, qui n'est pas aussi talentueux qu'il le croit, n'arrive pas à faire ces modifications. Sa femme Anita, une ancienne actrice qui a abandonné sa carrière par amour pour lui, demande de l'aide à son ancien agent et ensemble ils retravaillent la pièce pour satisfaire les desiderata de Viola. Vanity a un énorme succès, ce qui gonfle encore plus l'ego de Curtis, et il quitte Anita pour Viola. Lorsque le producteur financier de la pièce apprend les relations adultères entre l'auteur et sa vedette, il retire son argent et la pièce doit s'arrêter. Curtis, toujours amoureux de Viola, veut continuer leurs relations mais Viola, le rendant responsable de sa chute, le tue. Elle se réfugie dans un immeuble, où la police finit par la retrouver, mais son fidèle serviteur Borul la tue plutôt que la laisser entre les mains de la police.

## Fiche technique
- Titre original : Idolators
- Réalisation : Walter Edwards
- Scénario : John Lynch
- Photographie : Chester A. Lyons
- Société de production : Triangle Film Corporation
- Société de distribution : Triangle Film Corporation
- Pays de production :  États-Unis
- Langue originale : anglais
- Format : noir et blanc — 35 mm — 1,37:1 — Film muet
- Genre : drame
- Durée : 50 minutes (5 bobines)
- Dates de sortie :  États-Unis : 9 septembre 1917

## Distribution
- Louise Glaum : Viola Strathmore
- George Webb : Curtis de Forest Ralston
- Dorcas Matthews : Anita Carew
- Lee Hill : Borul
- Tom Guise : Burr Britton
- Hugo Koch : Druce Winthrope
- Milton Ross (en) : Oscar Brent